# Julio González Martín

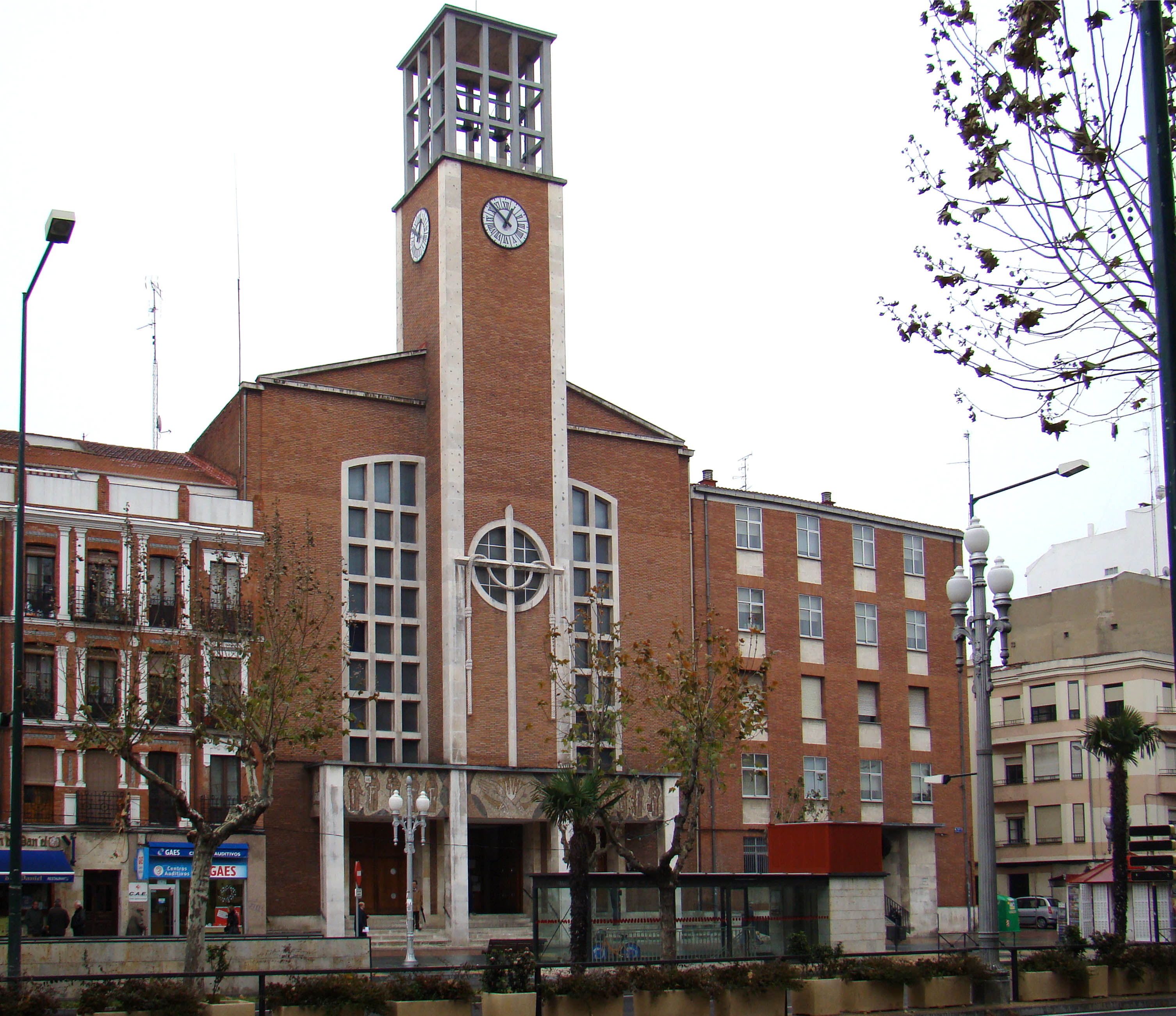
Parroquia de la Inmaculada (Padres Franciscanos) Valladolid.

Julio González Martín (Peñaranda de Bracamonte, Salamanca, 27 de enero de 1910-Valladolid, 27 de marzo de 2001) fue un arquitecto español que dirigió el departamento de arquitectura y urbanismo del Ayuntamiento de Valladolid. 

## Biografía
Estudió en el Instituto de Peñaranda de Bracamonte, tras lo que realizó sus estudios universitarios en Madrid gracias a la fundación filantrópica de doña Elisa Muñoz Rodríguez. Tras el ingreso en la Facultad de Ciencias de Madrid realizó la carrera en la Escuela de Arquitectura de Madrid, obteniendo el título el 8 de diciembre de 1935. Logró el Premio en el Concurso Nacional de la Vivienda Rural del  Instituto Nacional de la Vivienda  en 1940. Más tarde fue Arquitecto Jefe del Ayuntamiento de Valladolid y Delegado Comarcal del Instituto Nacional de la Vivienda en Valladolid, ambos  por oposición, y  asesor de la Obra Sindical del Hogar  por concurso.

## Trayectoria profesional
Entre sus primeras obras se encuentran la antigua Casa Sindical, que fue una reforma en 1942  de la antigua casa del pueblo,introduciendo un lenguaje arquitectónico moderno que introdujo un nuevo sentido más utilitario y funcional. Actualmente este edificio sirve como Delegación del Ministerio de Defensa .
En 1956 diseñó la iglesia de Santo Domingo de Guzmán conjuntamente con Manuel López, ejemplo de arquitectura con referencias arquitectónicas europeas frente a modelos involucionistas propios de la arquitectura institucional de este período. Unas reformas llevadas a cabo en 1973 redujeron la altura del techo ocho metros y medio por debajo del original, cerrando la entrada de luz que penetraba a través de la linterna situada sobre el altar, parte fundamental del diseño de esta iglesia. Otra actuación reciente realizó cambios en el remate de la torre que deformaron la imagen original.
Más tarde, en 1959, comenzó el diseño del edificio de Sindicatos, actualmente propiedad del Ministerio de Empleo y Seguridad Social. Forma parte del catálogo DoCoMoMo y representa uno de los prototipos de la arquitectura de una nueva forma de humanismo, caracterizada por la desornamentación, volúmenes puros, limpieza y ángulos en las formas, cubiertas planas. El edificio se distingue por una estricta modulación organizada para encajar los diversos usos del edificio. Este edificio fue dotado de bajorrelieves del escultor Antonio Vaquero Agudo (1910-1974). Como consecuencia de reformas posteriores, uno de los relieves se halla seriamente dañado y cortado.
Su obra incluye edificios residenciales y conjuntos urbanos, como el barrio Girón, (conjuntamente con Ignacio Bosch), el barrio de San Pedro Regalado y su iglesia, y otros.  En entornos rurales realizó viviendas, conjuntos y numerosos  programas asistenciales, como las Casas de médicos y pequeñas clínicas rurales a lo largo de la provincia.
La mayor parte de su obra se concentró en la ciudad y provincia de Valladolid. De entre sus obras destacan las incluidas en el catálogo del registro de la Fundación de Documentación y Conservación del Movimiento Moderno (DoCoMoMo) Ibérico, como el edificio de viviendas en la calle Miguel Íscar n.º 13, la iglesia y convento de los Padres Franciscanos (parroquia de la Inmaculada Concepción), el edificio de Sindicatos en la calle Dos de mayo c/v Divina Pastora, la antigua casa Sindical en la calle Fray Luis de León n.º 7 y la iglesia de Santo Domingo de Guzmán (conjuntamente con Manuel López).

## Obra en Valladolid
- Casa Sindical en C/ Fray Luis de León, 7 (1942)
- Iglesia de la Inmaculada Concepción (Iglesia de Padres Franciscaos)(1951)
- Conjunto urbano del barrio de Girón (1955) - Cine Castilla
- Iglesia de Santo Domingo de Guzmán (1956)
- Casa Sindical en C/ Dos de mayo/ Divina pastora (1959)
- Edificio de viviendas en C/ Miguel Íscar, 13 (1961)

## Galería

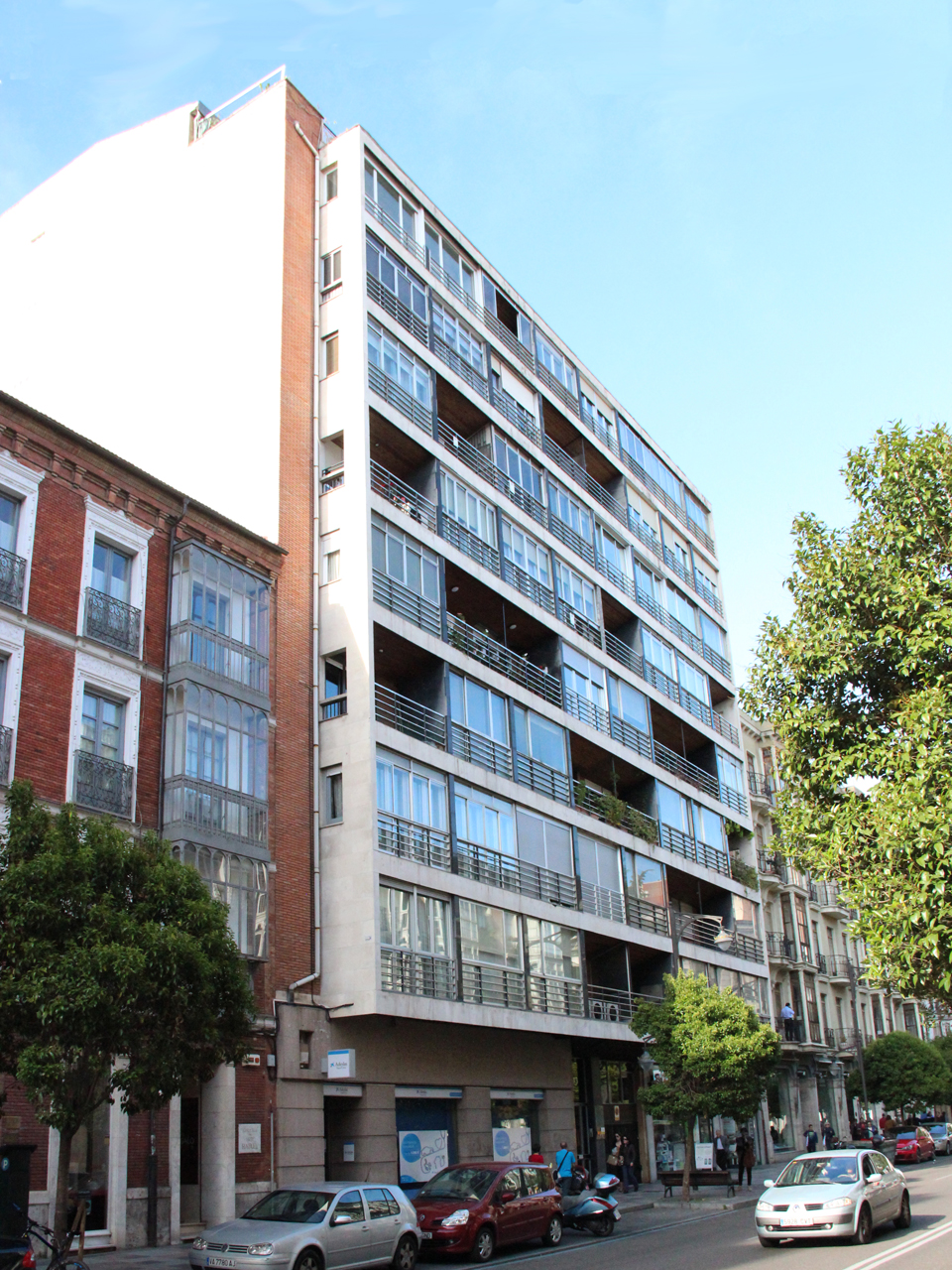
Edificio de viviendas en C/ Miguel Íscar, 13 (1961)
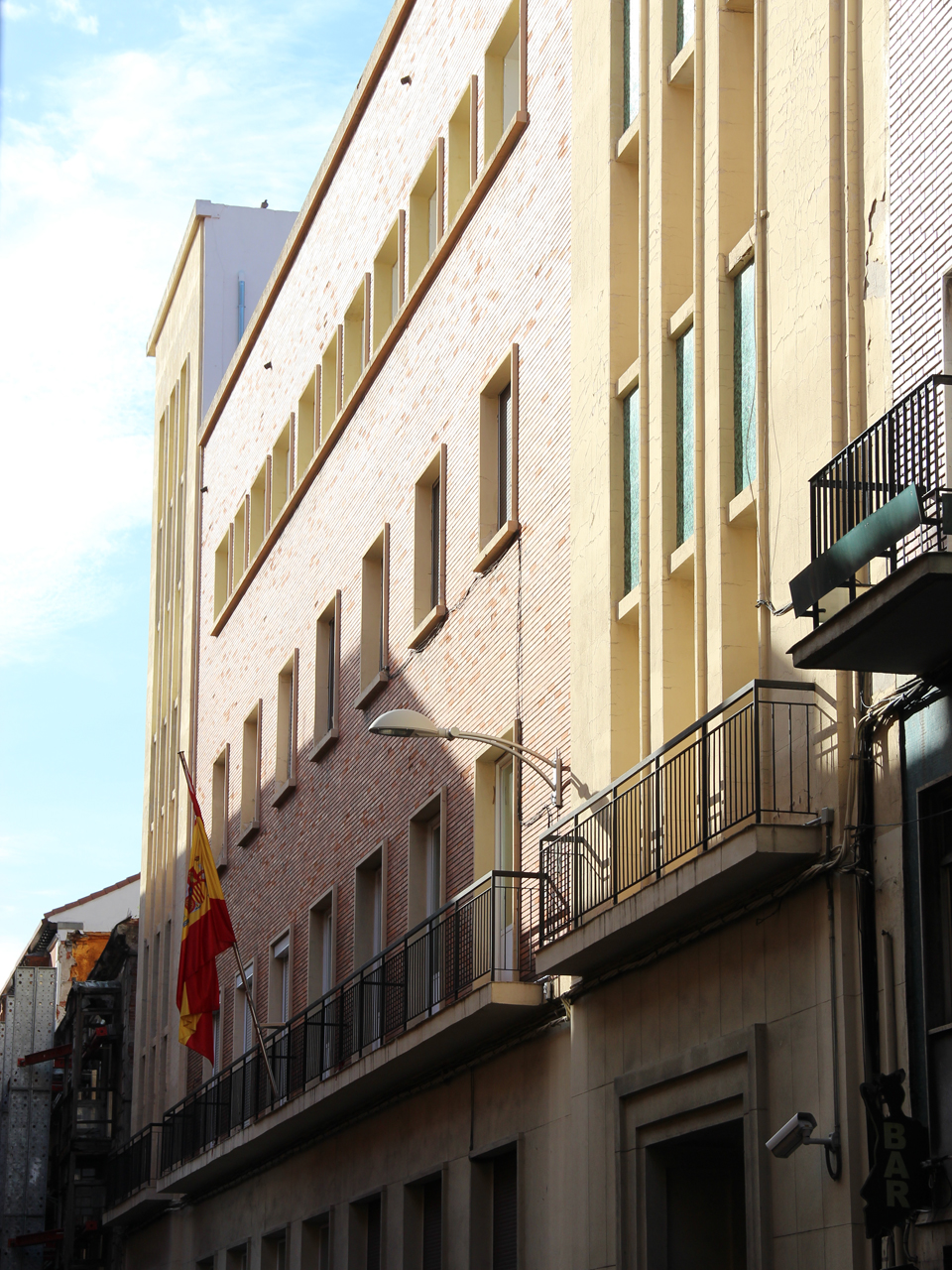
Casa Sindical en C/ Fray Luis de León, 7 (1942)